# Nikki Yanofsky
Pour les articles homonymes, voir Yanofsky.
Nicole Yanofsky de son surnom « Nikki » (née le 8 février 1994) est une chanteuse canadienne de style jazz et pop vivant à Hampstead, dans l'agglomération de Montréal, au Québec.

## Biographie
Depuis 2006, elle s’est produite sur de nombreuses scènes musicales et notamment au Festival international de jazz de Montréal pratiquement à chaque année depuis cette date. En février 2010, elle chante la chanson thème des Jeux olympiques d'hiver de Vancouver, en compagnie d'Annie Villeneuve, J'imagine ou I Believe en anglais. Elle a également participé à l’ouverture des Jeux olympiques d'hiver de 2010 à Vancouver en chantant l’hymne national canadien.
En 2008, elle sort son tout premier album : Ella…of Thee I Swing, comprenant un CD et un DVD, labellisé A440 Entertainment, de son concert enregistré et filmé au Théâtre Maisonneuve de la Place des Arts de Montréal le 11 octobre 2007.
D'ailleurs, lors de son quatorzième anniversaire le 8 février 2008, elle fait une tournée en compagnie du célèbre compositeur et chef d'orchestre Marvin Hamlisch et chantera au fameux Carnegie Hall de New York, où tous les plus grands se sont aussi produits. Lors de cette tournée, elle passera aussi par le Avery Fisher Hall, le Kennedy Center ainsi que le Lincoln Center for the Performing Arts. Après la sortie de son premier album enregistré en studio : Nikki sorti en avril 2010, par label Decca Records, la chanteuse a entamé une vaste tournée en passant par le Canada (nombreuses dates), l’Europe (Vienne en Autriche, Rotterdam aux Pays-Bas, Pérouse en Italie, Valence en Espagne et Nice en France au Nice Jazz Festival) puis les États-Unis (en Californie).
En juin 2010, elle sort un DVD intitulé Nikki Yanofsky Live In Montreal, enregistré et filmé dans la Salle Pierre Mercure en 2009. On retrouve aussi un album live disponible sur iTunes seulement, enregistré au Théâtre Maisonneuve lors de l'édition 2010 du Festival international de jazz de Montréal : iTunes Live from Montreal.
Alors qu'elle n’avait que 17 ans, elle se produisit à l'Olympia de Paris le 26 octobre 2011.
Lors de l'été 2013, elle entame une  tournée appelée Little Secret,  dans le but de promouvoir la sortie prochaine de son nouvel album du même nom, attendu à l'automne 2013. Les 4, 5 et 6 juillet 2013, elle fait un retour au Festival international de jazz de Montréal avec son spectacle Little Secret au Théâtre du Nouveau Monde à l'occasion de la sortie prochaine de son nouvel album. D'ailleurs, ces trois concerts étaient à guichets fermés.
Le 15 juillet 2014 elle est l'invitée spéciale au concert de Beth Hart à Gémenos (BdR - France) dans le cadre du festival Les Arts Verts.
Elle fait une tournée en France à l'automne 2014.
En 2014, elle réalise un duo avec la chanteuse française Zaz dans l'album Paris.

## Discographie

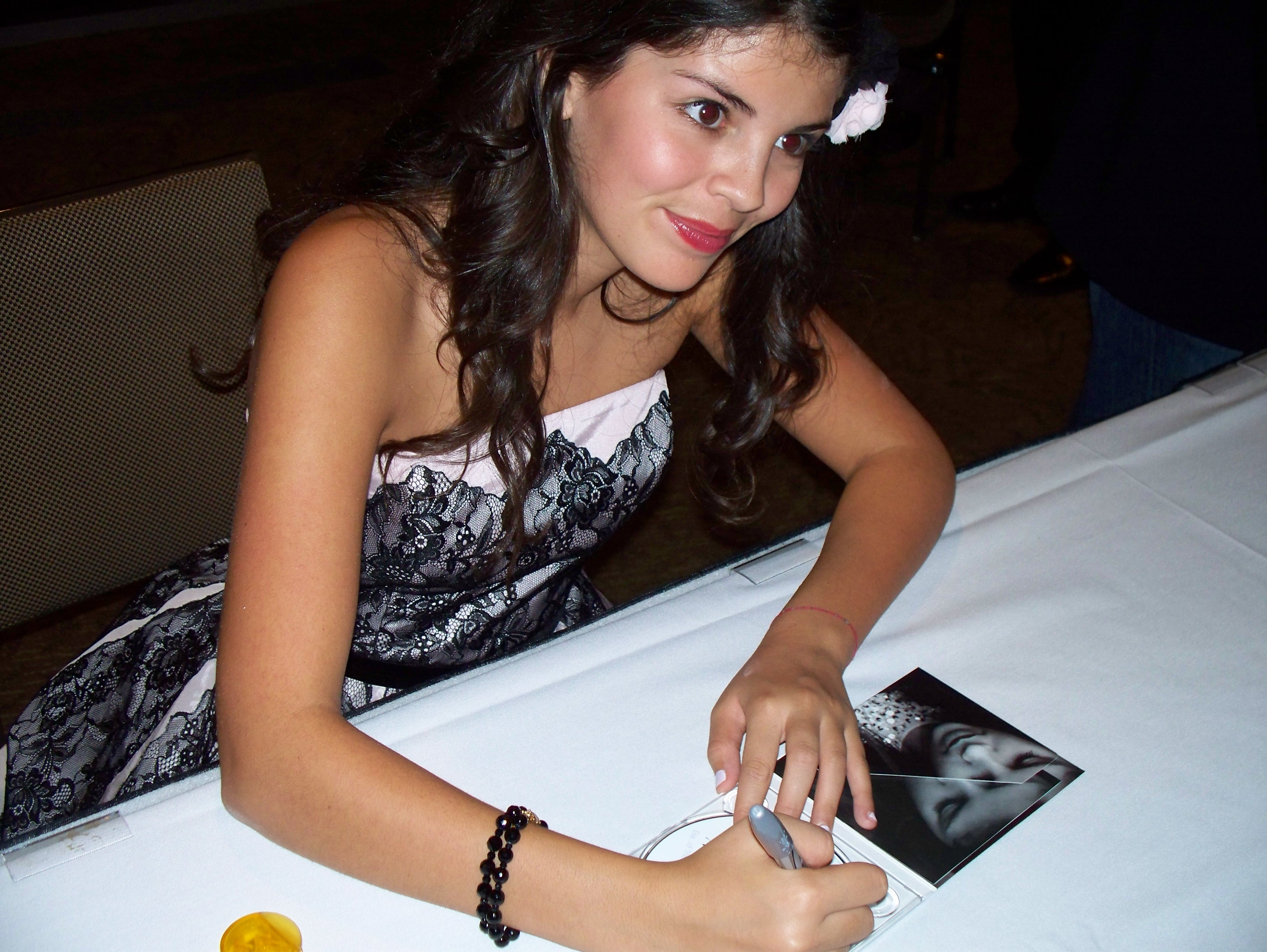
Nikki Yanofsky dédicaçant un CD au Benaroya Hall de Seattle

### Albums studio
- 2010 : Nikki (Decca Records[4])
- 2014 : Little Secret
- 2020 : Turn Down The Sound
- 2022 : Nikki by Starlight

### Albums en public
- 2008 : Ella…of Thee I Swing (A440 Entertainment)[3]/ Universal Music[7]

### DVD
- 2008 : Ella...of Thee I Swing
- 2010 : Nikki Yanofsky Live in Montreal (Decca Records)

### Titres sur d'autres albums
- Chanson Air Mail Special dans l'album studio CD We All Love Ella: Celebrating The First Lady Of Song sorti en juin 2007 chez Verve[8]
- Chanson One Wish This Christmas dans l'album CD NOW! Christmas 4 sorti en novembre 2009 chez Universal Records[9]
- Chanson I Believe sur CD 3 titres sorti en janvier 2010 chez CTV Inc
- Elle participe à la chanson Waving Flag sur le CD single Young Artists For Haiti en 2010 avec d'autres stars du Canada comme  Drake, Pierre Bouvier, Justin Bieber, K'naan, Nelly Furtado ou encore Avril Lavigne… cette chanson a été chantée pour aider les habitants d'Haïti[10].
- Chanson Heart Of The Matter dans l'album CD Pure(ly) Acoustic 3 sorti en août 2010 chez Universal Records[9]
- Chanson Gotta Go My Own Way sur la trame sonore du film High School Musical 2.
- Chanson Manhattan-Kaboul en duo avec Thomas Dutronc sur l'album-hommage collectif La Bande à Renaud volume 2.
- Chanson I Love Paris / J'aime Paris en duo avec Zaz sur son album Paris

## Lauréats et nominations

### Canadian Independent Music Awards
| Année | Catégorie                  | Pour           | Résultat |
| ----- | -------------------------- | -------------- | -------- |
| 2009  | artiste/groupe jazz favori | Nikki Yanofsky | lauréat  |

### Gala de l'ADISQ
| Année | Catégorie                                                         | Pour           | Résultat   |
| ----- | ----------------------------------------------------------------- | -------------- | ---------- |
| 2010  | album de l'année - anglophone                                     | Nikki          | nomination |
| 2010  | artiste québécois de l'année s'étant le plus illustré hors Québec | Nikki Yanofsky | nomination |

### Prix Juno[13]
| Année | Catégorie                   | Pour                    | Résultat   |
| ----- | --------------------------- | ----------------------- | ---------- |
| 2009  | nouvel artiste de l'année   | Nikki Yanofsky          | nomination |
| 2009  | album jazz vocal de l'année | Ella... of Thee I Swing | nomination |
| 2015  | album pop de l'année        | Little Secret           | nomination |
| 2023  | album jazz vocal de l'année | Nikki by Starlight      | à venir    |

### Autres prix
2010 : Prix Allan Slaight par Canada's Walk of Fame